# SN 2009hf
SN 2009hf – supernowa typu II-P odkryta 9 lipca 2009 roku w galaktyce NGC 175. W momencie odkrycia miała maksymalną jasność 17,20m.